# Пелчиська (Зґерський повіт)
Пелчиська (пол. Pełczyska) — село в Польщі, у гміні Озоркув Зґерського повіту Лодзинського воєводства.